# Fernand Cormon

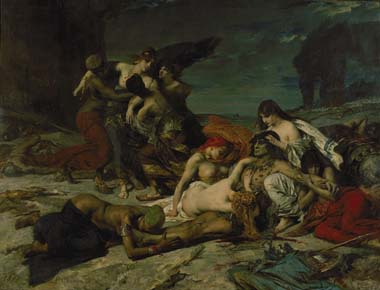
'Mort de Ravana' ('De dood van Ravana'), 1875 (Musée des Augustins, Toulouse)

Fernand-Anne Piestre Cormon (Parijs, 24 december 1845 – aldaar, 20 maart 1924) was een Franse schilder. Hij was in zijn tijd een van de belangrijkste historieschilders van Frankrijk. Zijn werkelijke naam is Fernand-Anne Piestre.

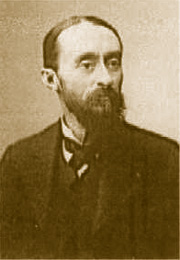
Fernand Cormon

Cormon was een leerling van Alexandre Cabanel en Eugène Fromentin (Parijs) en Jean-François Portaels (Brussel). Hij debuteerde in 1868 in de Parijse salon. Cormon werd bekend door zijn bloedige taferelen, zoals te zien is op 'Meurtre au sérail' en 'Mort de Ravana' (zie afbeelding). Hij schilderde Bijbelse taferelen, maar ook portretten.
Cormon was leraar aan de École des Beaux Arts en werd in 1898 tot lid van de Académie des Beaux-Arts gekozen. Tot de kunstenaars die hij onderwees, behoorden onder meer Vincent van Gogh, Émile Bernard, Henri Matisse, Henri de Toulouse-Lautrec, Edward Henry Potthast, Abbott Fuller Graves, Chaïm Soutine, Willy Martens, Victor Borisov-Musatov en Nikolaj Rjorich.
- Bibliothèque nationale de France: cb14849972f (data)
- Gemeinsame Normdatei: 122497317
- International Standard Name Identifier: 0000 0000 6657 4446
- KulturNav: 2ffd644c-79f9-446f-b38e-d4e27ef7aecc
- Library of Congress Control Number: n2018047256
- Base Léonore: LH//2157/25
- Nederlandse Thesaurus van Auteursnamen: 306977834
- RKD-Nederlands Instituut voor Kunstgeschiedenis: 18362
- SNAC: w6kh1jgj
- Système universitaire de documentation: 060370467
- Union List of Artist Names: 500115385
- Virtual International Authority File: 32265301
- WorldCat: E39PBJptVxkyfpcrVpyjrxVKVC